# Episodi di Drop Dead Diva (quinta stagione)
La quinta stagione della serie televisiva Drop Dead Diva, composta da 13 episodi, è stata trasmessa in prima visione assoluta negli Stati Uniti d'America da Lifetime dal 23 giugno al 3 novembre 2013.
In Italia, la stagione è stata trasmessa in prima visione satellitare da Fox Life, canale a pagamento della piattaforma Sky, dal 23 giugno al 25 agosto 2014.
| nº | Titolo originale       | Titolo italiano                | Prima TV USA    | Prima TV Italia |
| -- | ---------------------- | ------------------------------ | --------------- | --------------- |
| 1  | Back from the Dead     | Cambio della guardia           | 23 giugno 2013  | 23 giugno 2014  |
| 2  | The Real Jane          | Alter ego                      | 30 giugno 2013  | 30 giugno 2014  |
| 3  | Surrogates             | Una madre in affitto           | 7 luglio 2013   | 7 luglio 2014   |
| 4  | Cheaters               | Attrazione nociva              | 14 luglio 2013  | 14 luglio 2014  |
| 5  | Secret Lives           | Un papà in affitto             | 21 luglio 2013  | 21 luglio 2014  |
| 6  | Fool for Love          | Relazioni collaterali          | 28 luglio 2013  | 28 luglio 2014  |
| 7  | Miss Congeniality      | Il coach                       | 4 agosto 2013   | 4 agosto 2014   |
| 8  | 50 Shades of Grayson   | Cinquanta sfumature di Grayson | 11 agosto 2013  | 11 agosto 2014  |
| 9  | Trust Me               | Fiducia accordata              | 6 ottobre 2013  | 11 agosto 2014  |
| 10 | The Kiss               | Scambio di coppia              | 13 ottobre 2013 | 18 agosto 2014  |
| 11 | One Shot               | Contratto d'amore              | 20 ottobre 2013 | 18 agosto 2014  |
| 12 | Guess Who's Coming     | Di nuovo giovane               | 27 ottobre 2013 | 25 agosto 2014  |
| 13 | Jane's Secret Revealed | Ultimo saluto                  | 3 novembre 2013 | 25 agosto 2014  |